# 陈懿
陈懿（1933年4月11日—），男，福建福州人，中国化学家，南京大学教授，中国科学院院士。主要致力于物理化学和催化领域的教学和研究工作。

## 生平
1951年考入南京大学化学系，1955年毕业。此后长期执教于南京大学化学系。1990年代后曾任南京大学常务副校长、代校长。

## 社会兼职
曾任中国化学会理事长。现任南京大学教授、中国国务院学位委员会化学学科评议组召集人、教育部化学教学指导委员会主任、国际催化会议理事等职。